# Eleições estaduais no Maranhão em 2006
As eleições estaduais no Maranhão em 2006 aconteceram em 1º de outubro como parte das eleições no Distrito Federal e em 26 estados. Foram eleitos o governador Jackson Lago, o vice-governador Luís Carlos Porto e o senador Epitácio Cafeteira, além de 18 deputados federais e 42 estaduais. Como nenhum candidato a governador obteve metade mais um dos votos válidos, houve um segundo turno em 29 de outubro e segundo a Constituição, o governador foi eleito para quatro anos de mandato a contar de 1º de janeiro de 2007, com direito a uma reeleição.
Desde o término da Era Vargas o Maranhão realizou doze eleições diretas e três indiretas para o governo do estado e nisso o poder foi exercido por Vitorino Freire até o Regime Militar de 1964 e desde então por José Sarney. Embora os dois tenham sido correligionários à época do PSD eles se separaram quando este último optou pela UDN e elegeu-se governador em 1965 com o apoio do presidente Humberto de Alencar Castelo Branco. Forçados a coexistir dentro da ARENA, eles não divergiam publicamente embora liderassem suas próprias alas no partido governista, todavia a força dos "sarneístas" ficou mais evidente a partir do momento que José Sarney passou a atuar como senador em Brasília. Nessa condição chegou à presidência nacional da ARENA e do PDS, embora o presidente Ernesto Geisel tenha agido em favor dos "vitorinistas" em 1974 ao escolher Osvaldo da Costa Nunes Freire como governador.
Ao longo do  governo João Figueiredo, vigorou uma aliança entre o governador João Castelo e o senador José Sarney, permitindo a vitória do PDS em 1982 quando Luís Rocha foi o primeiro residente do Palácio dos Leões eleito pelo voto popular em dezessete anos. Todavia as articulações inerentes à sucessão presidencial desfizeram a união, afinal João Castelo apoiou Paulo Maluf, enquanto José Sarney ingressou no PMDB e foi eleito vice-presidente de Tancredo Neves. Como o novo presidente adoeceu e faleceu sem tomar posse o Palácio do Planalto ficou nas mãos de José Sarney que se aliou a Epitácio Cafeteira e o fez governador em 1986 com o recorde de 81,02% dos votos. Entretanto, o desgaste de cinco anos do Governo Sarney motivou um acordo entre João Castelo e Epitácio Cafeteira a partir de 1990 quando o "sarneísmo" elegeu Edison Lobão. Em 1994 e 1998, Roseana Sarney venceu as eleições, restabelecendo o controle direto de sua família sobre o estado.
Outro flanco de oposição a José Sarney surgiu à esquerda e foi liderado por Jackson Lago que se elegeu prefeito de São Luís em 1988, 1996 e 2000. Nascido em Pedreiras e formado em Medicina na Universidade Federal do Maranhão, foi eleito deputado estadual pelo MDB em 1974. Com o retorno ao pluripartidarismo, organizou o PDT no estado e foi Secretário de Saúde no governo Epitácio Cafeteira antes de eleger-se três vezes prefeito da capital maranhense e disputar o governo em duas ocasiões. Eleito em segundo turno, Jackson Lago foi beneficiado pelo rompimento entre o senador José Sarney e o governador José Reinaldo Tavares que antes defendia a candidatura de Edson Vidigal e depois contribuiu para a primeira derrota da família Sarney em eleições diretas à disputa pelo Palácio dos Leões.

## Resultado da eleição para governador

### Primeiro turno
Segundo o Tribunal Superior Eleitoral houve 2.715.810 votos nominais (87,51%), 79.295 votos em branco (2,55%) e 308.422 votos nulos (9,94%) totalizando o comparecimento de 3.103.527 eleitores.
| Candidatos a governador do estado | Candidatos a vice-governador | Número | Coligação                                                                        | Votação   | Percentual |
| --------------------------------- | ---------------------------- | ------ | -------------------------------------------------------------------------------- | --------- | ---------- |
| Roseana Sarney PFL                | João Alberto Souza PMDB      | 25     | Maranhão: A Força do Povo (PFL, PMDB, PP, PTB, PL, PSC, PV, PTN, PHS, PRTB, PRP) | 1.282.053 | 47,21%     |
| Jackson Lago PDT                  | Luís Carlos Porto PPS        | 12     | Frente de Libertação do Maranhão (PDT, PPS, PAN)                                 | 933.089   | 34,36%     |
| Edson Vidigal PSB                 | Teresinha Fernandes PT       | 40     | O Povo no Poder (PSB, PT, PCdoB, PRB, PMN)                                       | 387.337   | 14,26%     |
| Aderson Lago PSDB                 | Conceição Formiga PSDB       | 45     | PSDB (sem coligação)                                                             | 93.651    | 3,45%      |
| João Bentivi PRONA                | Danilo Reis PRONA            | 56     | PRONA (sem coligação)                                                            | 11.987    | 0,44%      |
| Carlos Saturnino Moreira PSOL     | Nonato Masson PSOL           | 50     | PSOL (sem coligação)                                                             | 6.159     | 0,23%      |
| Antônio Aragão PSDC               | Domingas Nogueira PSDC       | 27     | PSDC (sem coligação)                                                             | 1.534     | 0,06%      |

### Segundo turno
Segundo o Tribunal Superior Eleitoral houve 2.689.634 votos nominais (90,47%) que somados aos 23.259 votos em branco (0,78%) e 260.198 votos nulos (8,75%) totalizam o comparecimento de 2.973.091 eleitores.
| Candidatos a governador do estado | Candidatos a vice-governador | Número | Coligação                                                                        | Votação   | Percentual |
| --------------------------------- | ---------------------------- | ------ | -------------------------------------------------------------------------------- | --------- | ---------- |
| Jackson Lago PDT                  | Luís Carlos Porto PPS        | 12     | Frente de Libertação do Maranhão (PDT, PPS, PAN)                                 | 1.393.754 | 51,82%     |
| Roseana Sarney PFL                | João Alberto Souza PMDB      | 25     | Maranhão: A Força do Povo (PFL, PMDB, PTB, PP, PSC, PL, PV, PTN, PHS, PRTB, PRP) | 1.295.880 | 48,18%     |

## Cassação dos eleitos
Confirmada a vitória de Jackson Lago, a coligação de Roseana Sarney ingressou na Justiça Eleitoral com uma ação de impugnação de mandato eletivo para cassar o governador eleito por abuso de poder político e econômico ocorrido durante o segundo turno desequilibrando o pleito e colocando o resultado do mesmo sob suspeição. Conforme entendeu o Tribunal Superior Eleitoral, as acusações procediam, a chapa vencedora foi cassada e Roseana Sarney tomou posse em seu terceiro mandato como governadora a 17 de abril de 2009 tendo João Alberto Souza ao seu lado.
O principal mote da cassação foi a assinatura de convênios destinados a 156 municípios do estado no valor de R$ 280 milhões, denúncias de uso da máquina administrativa e compra de votos. Naquele mesmo ano foram cassados também os governadores Cássio Cunha Lima, da Paraíba, e Marcelo Miranda, do Tocantins.

## Resultado da eleição para senador
Segundo o Tribunal Superior Eleitoral houve 2.580.977 votos nominais (83,16%) que somados aos 147.228 votos em branco (4,74%) e 375.322 votos nulos (12,09%) totalizam o comparecimento de 3.103.527 eleitores (79,16%).
| Candidatos a senador da República | Primeiro suplente de senador | Número | Coligação                                                                        | Votação   | Percentual |
| --------------------------------- | ---------------------------- | ------ | -------------------------------------------------------------------------------- | --------- | ---------- |
| Epitácio Cafeteira PTB            | Afonso Ribeiro PTB           | 141    | Maranhão: A Força do Povo (PFL, PMDB, PP, PTB, PL, PSC, PV, PTN, PHS, PRTB, PRP) | 1.016.240 | 39,37%     |
| João Castelo PSDB                 | Tati Palácio PSDB            | 455    | PSDB (sem coligação)                                                             | 918.701   | 35,60%     |
| Ubirajara do Pindaré PT           | Sebastião de Araújo PT       | 131    | PT (sem coligação)                                                               | 557.035   | 21,58%     |
| Luiz Soares Filho PSB             | José Carlos Reis PSB         | 401    | PSB (sem coligação)                                                              | 35.304    | 1,37%      |
| Nazaré Collins PTC                | Socorro Araújo PTC           | 361    | PTC (sem coligação)                                                              | 25.909    | 1,00%      |
| Luiz Carlos Noleto PRONA          | Braga Diniz PRONA            | 567    | PRONA (sem coligação)                                                            | 17.655    | 0,68%      |
| Ramon Silva Gomes PSTU            | Cidinha Durans PSTU          | 163    | PSTU (sem coligação)                                                             | 4.743     | 0,18%      |
| Francisco Matos PSOL              | Cordeiro Matos PSOL          | 500    | PSOL (sem coligação)                                                             | 3.314     | 0,13%      |
| Frederico Luiz PCB                | Antônio Carlos Mendes PCB    | 212    | PCB (sem coligação)                                                              | 2.076     | 0,08%      |

## Deputados federais eleitos
São relacionados os candidatos eleitos com informações complementares da Câmara dos Deputados.
| Deputados federais eleitos | Partido | Votação | Cidade onde nasceu       | Unidade federativa |
| -------------------------- | ------- | ------- | ------------------------ | ------------------ |
| Roberto Rocha              | PSDB    | 139.294 | São Luís                 | Maranhão           |
| Sarney Filho               | PV      | 136.873 | São Luís                 | Maranhão           |
| Carlos Brandão             | PSDB    | 134.643 | Colinas                  | Maranhão           |
| Flávio Dino                | PCdoB   | 123.597 | São Luís                 | Maranhão           |
| Gastão Vieira              | PMDB    | 114.889 | São Luís                 | Maranhão           |
| Clóvis Fecury              | PFL     | 102.404 | Brasília                 | Distrito Federal   |
| Sebastião Madeira          | PSDB    | 98.857  | São Domingos do Maranhão | Maranhão           |
| Pinto Itamaraty            | PSDB    | 90.637  | São Luís                 | Maranhão           |
| Pedro Novais               | PMDB    | 87.582  | Coelho Neto              | Maranhão           |
| Nice Lobão                 | PFL     | 87.344  | Recife                   | Pernambuco         |
| Domingos Dutra             | PT      | 82.017  | Buriti                   | Maranhão           |
| Pedro Fernandes            | PTB     | 81.618  | São Luís                 | Maranhão           |
| Davi Alves Silva Júnior    | PDT     | 77.595  | Imperatriz               | Maranhão           |
| Sétimo Waquim              | PMDB    | 75 193  | Timon                    | Maranhão           |
| Cléber Verde               | PAN     | 71.734  | Santa Luzia              | Maranhão           |
| Waldir Maranhão            | PSB     | 64.286  | São Luís                 | Maranhão           |
| Ribamar Alves              | PSB     | 62.952  | Santa Inês               | Maranhão           |
| Julião Amin                | PDT     | 61.095  | São Luís                 | Maranhão           |

## Deputados estaduais eleitos
42 deputados estaduais foram eleitos.
| Deputados estaduais eleitos          | Partido | Votação |
| ------------------------------------ | ------- | ------- |
| Afonso Manoel Borges Ferreira        | PSB     | 71.372  |
| Cleide Barroso Coutinho              | PSDB    | 56.634  |
| Joao Evangelista Serra dos Santos    | PSDB    | 55.092  |
| Marcelo Tavares Silva                | PSB     | 50.985  |
| Soliney de Sousa e Silva             | PSDB    | 50.116  |
| Carlos Alberto Franco de Almeida     | PSDB    | 46.670  |
| Rigo Alberto Teles de Sousa          | PSDB    | 42.566  |
| Carlos Victor Guterres Mendes        | PV      | 41.735  |
| Raimundo Soares Cutrim               | PFL     | 40.627  |
| Antonio Arnaldo Alves de Melo        | PSDB    | 39.938  |
| Joao Batista dos Santos Silva        | PP      | 39.493  |
| Helio Oliveira Soares                | PP      | 39.459  |
| Camilo de Lellis Carneiro Figuereido | PDT     | 37.488  |
| Graciete de Maria Trabulsi Lisboa    | PSDB    | 37.368  |
| Jose Max Pereira Barros              | PFL     | 37.037  |
| Ricardo Jorge Murad                  | PMDB    | 35.521  |
| Rubens Pereira e Silva Junior        | PRTB    | 34.837  |
| Antonio Carlos Bacelar Nunes         | PDT     | 34.612  |
| Maria da Graça Fonseca Paz           | PDT     | 34.491  |
| Maura Jorge Alves de Melo Ribeiro    | PDT     | 34.126  |
| Joao Pavão Filho                     | PDT     | 33.124  |
| Joaquim Nagib Haickel                | PMDB    | 32.791  |
| Stenio dos Santos Rezende            | PSDB    | 30.402  |
| Jurandir Ferro do Lago Filho         | PMDB    | 30.238  |
| Francisco Dantas Ribeiro Filho       | PMDB    | 30.039  |
| Carlos Alberto Milhomem de Sousa     | PFL     | 29.668  |
| Paulo Roberto Almeida Neto           | PSB     | 28.257  |
| Jose Lima dos Santos Filho           | PSB     | 27.124  |
| Carlos Antonio Muniz Filho           | PV      | 26.474  |
| Francisco de Assis Castro Gomes      | PFL     | 25.676  |
| Penaldo Jorge Ribeiro Moreira        | PSC     | 20.530  |
| Domingos Alburqueque Paz             | PSB     | 17.255  |
| Helena Barros Heluy                  | PT      | 16.199  |
| Marcos Antonio de Carvalho Caldas    | PT do B | 15.091  |
| Eliziane Pereira Gama                | PPS     | 15.084  |
| Edivaldo de Holanda Braga            | PTC     | 14.023  |
| Valdinar Pereira Barros              | PT      | 11.290  |